# Compósito

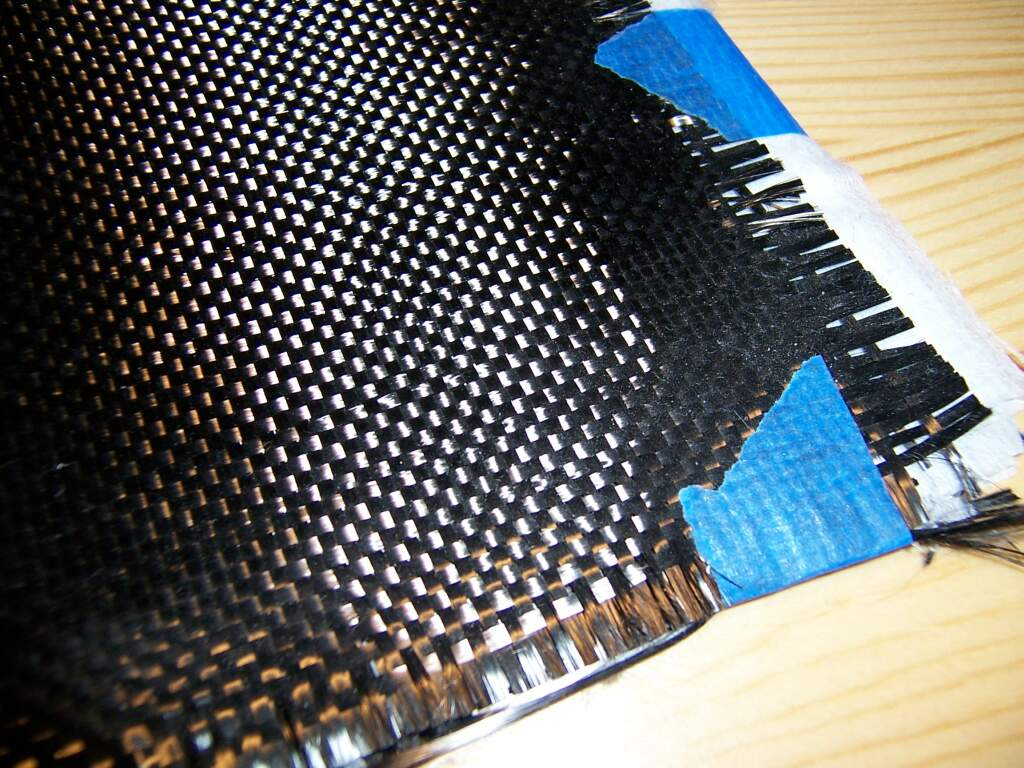
Tecidos de fibra de carbono.

Os compósitos, também chamados de materiais compósitos, são materiais formados pela união de outros materiais com o objetivo de se obter um produto de maior qualidade. A síntese de materiais compósitos envolve a mistura de compostos de diferentes naturezas para conferir novas propriedades aos materiais. Como os compósitos são multifásicos, eles possuem propriedades intermediárias resultantes da formação de uma região interfacial, além das propriedades inerentes de cada um de seus constituintes.
As fases dos compósitos são chamadas de matriz – que pode ser cerâmica, polimérica e metálica – e a fase dispersa – geralmente fibras ou partículas. 
A matriz é geralmente um material contínuo que envolve a fase dispersa. As propriedades dos compósitos são influenciadas por fatores como a geometria da fase dispersa, a distribuição, a orientação e a compatibilidade interfacial entre os constituintes da mistura. Portanto, para que se forme um compósito é necessário que haja afinidade entre os materiais que serão unidos. Por isso, é fundamental conhecer as propriedades químicas e físicas dos diferentes materiais envolvidos, especialmente as propriedades das interfaces dos constituintes dos compósitos. Muitas das nossas tecnologias modernas requerem materiais com combinações específicas de propriedades que não podem ser atendidas somente por ligas metálicas, cerâmicas e materiais poliméricos, como em aplicações aeroespaciais, subaquáticas e de transporte.

Nos últimos anos, a busca por materiais mais sustentáveis tem levado ao desenvolvimento de materiais compósitos com matrizes poliméricas e fibras naturais. Inicialmente, essas fibras naturais apresentavam poucas vantagens em termos de propriedades mecânicas, mas o seu apelo comercial é alto devido aos baixos custos, pois são originárias de fontes renováveis e inesgotáveis. Além disso, essas fibras têm baixa densidade, menor abrasão durante o processamento e boa adesão à matriz. Como resultado, o uso de fibras naturais em compósitos estruturais tem aumentado na indústria.
"Na natureza, podemos perceber que todos os materiais biológicos são compósitos, sem exceção. Exemplos encontrados de compósitos naturais incluem madeira, em que a matriz de lignina é reforçada com fibras celulósicas, e ossos, em que a matriz composta por minerais é reforçada com fibras colagéneas. Desde a Antiguidade encontramos exemplos de compósitos feitos pelo homem, como adobes reforçados com palha para evitar a quebra da argila, e o uso de colmos de bambu no reforço de adobe e lama em paredes no Peru e China." (HIDALGO-LÓPES, 2003:163)

## Do que é feito um compósito

### Material de Reforço
- Fibras Orgânicas (nylon, poliéster)
- Fibra de vidro
- Fibra de carbono
- Fibra de titânio
- Fibra de Boro
- Fibras Cerâmicas
- Fibras de Carbeto de Silício
- Fibras de Alumina
- Fibras de Quartzo
- Fibras Metálicas
- Fibra de Aramida
- Madeira(serradura)
- Grafite
- Fibra de basalto
- etc.

### Matriz
A fase matriz dos compósitos fibrosos pode ser um metal, um polímero ou uma cerâmica. Em geral, os metais e os polímeros são usados como os materiais de matrizes, pois alguma ductilidade é desejável. Nos compósitos reforçados com fibras, a fase matriz serve para varias funções. Em primeiro lugar, ela une as fibras umas às outras e atua como o meio através do qual uma tensão aplicada externamente é transmitida e distribuída para as fibras, apenas uma proporção muito pequena de uma carga aplicada é suportada pela fase matriz. A segunda função da matriz é de proteger as fibras individuais contra danos superficiais em decorrência de abrasão mecânica ou de reações químicas com o ambiente. Tais interações podem introduzir defeitos superficiais que são capazes de formar trincas, as quais podem levar a falha sob baixos níveis de tensão de tração. Finalmente, a matriz separa as fibras e, em virtude de sua relativa baixa dureza e plasticidade, previne a propagação de trincas frágeis de uma fibra para a outra, o que poderia resultar em uma falha catastrófica, em outras palavras a faze matriz serve como uma barreira contra a propagação de trincas. Embora algumas das fibras individuais falhem, a fratura total do compósito não irá ocorrer até que um grande número de fibras adjacentes, uma vez que tenham falhado, forme um aglomerado com dimensões críticas.

#### Matriz Polimérica
Composta por um material formado por polímeros ou por um polímeros e outra classe de material. Há basicamente quatro tipos de materiais compósitos poliméricos. Abaixo temos alguns exemplos de cada um:
- Compósitos partículas: Betão, asfalto;
- Compósitos fibras: Kevlar, poliéster;
- Compósitos laminares: laminados de fibras e resina;
- Compósitos naturais: madeira.

#### Matriz Metálica
Materiais metálicos são normalmente combinações de elementos metálicos. Possuem um grande número de elétrons não localizados, ou seja, elétrons que não estão ligados a qualquer átomo em particular, e muitas propriedades dos metais são atribuídas diretamente a esses átomos.

##### Propriedades dos Metais
Os metais são muito bons condutores de eletricidade e calor, não transparentes à luz visível, muito resistentes e deformáveis por isso sendo utilizados largamente em aplicações estruturais.

##### Características de Compósitos de Matriz Metálica (CMM)
Estes compósitos oferecem vantagens em relação aos materiais convencionais combinando as propriedades do metal que serve de matriz com as propriedades do material que serve de reforço. Esta combinação de vantagens é superior que a conseguida com os compósitos poliméricos.
Comparando o número de aplicações onde se utiliza os compósitos metálicos com os compósitos poliméricos e materiais convencionais é pequeno. O elevado preço de produção e técnicas insuficientes (difícil processamento) condicionam a utilização destes compósitos.
Por fim, as fibras podem ser utilizadas como reforços incluindo também reforços de natureza cerâmica.

#### Matriz Cerâmica
Materiais cerâmicos são materiais que possuem como característica comum o fato de serem constituídos de elementos metálicos e elementos não metálicos, ligados por ligações de caráter misto, iônico-covalente.

##### Propriedades dos Cerâmicos
Os materiais cerâmicos são, geralmente, duros e frágeis e possuem baixa resistência a tração e ao impacto. Em geral, a estrutura cristalina dos materiais cerâmicos é mais complexa que a dos metais, uma vez que eles são compostos pelo menos por dois elementos, em que cada tipo de átomo ocupa posições determinadas no reticulado cristalino.
Além das características mecânicas citadas acima, os cerâmicos apresentam alto ponto de fusão ou decomposição, baixa reatividade em alta temperatura e baixa condutividade térmica, além de baixa resistência ao choque térmico. Os metais em geral apresentam condutividade térmica bem maior que as cerâmicas. Isto está relacionado ao mecanismo de transporte de calor. Três mecanismos de transporte de calor merecem destaque neste assunto: a transmissão por elétrons, a transmissão por fônons e a transmissão por radiação.
Quando existem elétrons livres em número elevado, eles podem ser uma forma importante de transmissão de calor. Os metais possuem elétrons livres. Eles podem se movimentar pela estrutura. Os elétrons livres que estão localizados nas partes mais quentes do corpo recebem energia e quando se movem para as partes mais frias, levam consigo este calor.
Quanto as suas propriedades elétricas, geralmente são isolantes, embora possam existir materiais cerâmicos semicondutores, condutores e até mesmo supercondutores (estes dois últimos em faixas específicas de temperatura).

##### Características de Compósitos de Matriz Cerâmica (CMC)
- São inerentemente resistentes a oxidação e a deterioração sob temperaturas elevadas;
- São leves e rígidos;
- Apresenta melhor resistência em relação as cerâmicas convencionais;
- São suscetíveis à fratura frágil.

##### Exemplos de Materiais Cerâmicos de Reforço
- Fibra de vidro;
- Fibra de carbono;
- Fibra de carbeto de silício (SiC).

### Comparação das Propriedades das Matrizes
Matrizes poliméricas têm em geral baixa resistência e baixo ponto de fusão. Matrizes metálicas têm maior resistência e maior ponto de fusão, mas são mais pesadas. Podem ser usadas matrizes cerâmicas para resistência a temperaturas extremamente elevadas, perdendo-se tenacidade. A matriz será a responsável por absorver energia pela deformação do material e também irá responder pela dureza do mesmo.

## Fase Dispersa
A fase dispersa ou reforço existe em diversas formas sendo a classificação mais geral feita em três categorias: compósitos particulados, compósitos de fibras descontínuas (whiskers) e compósitos de fibras contínuas. No geral, os constituintes do reforço dos compósitos proporcionam força e rigidez, mas também aumentam a resistência ao calor, corrosão e condutividade. O reforço pode ser feito para facultar todas ou apenas uma destas características dependendo dos requisitos exigidos pelo novo material. Para o reforço representar uma vantagem para o compósito este deve ser mais forte e rígido que a matriz e deve ser possível a sua troca quando se notar qualquer falha como vantagem. Deste modo a boa interação entre matriz e reforço pode ser garantida pela criação de uma interface entre ambos que possa adequar a rigidez do reforço com a ductilidade da matriz. Para tal é essencial que a ductilidade da matriz seja mínima ou mesmo nula para que o compósito apresente um comportamento relevante. 

### Materiais Fibrosos
As fibras constituem uma classe importante de reforço uma vez que proporcionam o aumento da força da matriz, e consequentemente influencia e destaca as propriedades pretendidas das duas fases. As fibras de vidro são as mais antigas conhecidas fibras usadas como reforço. As fibras de cerâmicos e metais foram mais tarde descobertas e postas em uso para tornar os compósitos mais rígidos e resistentes ao calor.
As fibras podem contudo apresentar um desempenho diminuído devido a vários factores. A performance do compósito reforçado com fibras é avaliada pelo comprimento, forma, orientação, e composição das fibras bem como pelas propriedades mecânicas da matriz. O arranjo das fibras em relação umas às outras, a concentração das fibras e a sua distribuição influenciam significativamente a resistência e outras propriedades dos compósitos reforçados com fibras.
Existem duas configurações possíveis em relação à orientação das fibras: um alinhamento paralelo ao eixo longitudinal da fibra numa só direcção e um alinhamento totalmente aleatório. Normalmente, as fibras contínuas estão alinhadas enquanto as fibras descontínuas podem estar desalinhadas, orientadas aleatoriamente ou parcialmente orientadas. Os materiais para fibras contínuas incluem o carbono, o carboneto de silício, o boro, o óxido de alumínio e os metais refractários. Por outro lado, os reforços descontínuos consistem principalmente em whiskers de carboneto de silício, fibras picadas de óxido de alumínio e de carbono, e os particulados de carbonetos de silício e óxido de alumínio.
Em geral, a melhor combinação das propriedades dos compósitos reforçados com fibras (FRC – Fiber Reinforced Composites) é obtida quando a sua distribuição é uniforme. Os compósitos com fibras contínuas e alinhadas têm respostas mecânicas que dependem de vários factores como o comportamento tensão-deformação das fases fibra e matriz, as fracções volumétricas das fases e a direcção na qual a tensão ou carga é aplicada.
Embora os compósitos com fibras descontínuas e alinhadas tenham uma eficiência de reforço menor que os compósitos com fibras contínuas estão cada vez mais a ser utilizados em diversas aplicações. Por exemplo, fibras de vidro picadas são os reforços desse tipo usados com maior frequência, mas também as fibras descontínuas de carbono e aramida são muito utilizadas. Já os compósitos com fibras descontínuas e aleatórias são aplicados onde as tensões são totalmente multidireccionais. A eficiência deste tipo de compósito é muito baixa quando comparada com a dos compósitos reforçados com fibras continuas e alinhadas na direcção longitudinal.
A orientação e comprimento da fibra para um determinado compósito dependem do nível e natureza da tensão aplicada, bem como dos custos de fabrico. As taxas de produção dos compósitos com fibras curtas, alinhadas ou com orientação aleatória, são elevadas e formas complexas podem ser moldadas o que nem sempre é possível quando se utiliza um reforço com fibras contínuas. Além disso, os custos de fabrico são consideravelmente menores do que para as fibras contínuas e alinhadas.

### Materiais cerâmicos e metálicos
Compósitos reforçados com microestruturas de metal e cerâmica, que apresentam partículas de uma fase embutida na outra, são conhecidos como compósitos reforçados com partículas (PRC – Particulate Reinforced Composite). São conhecidas várias formas de partículas entre elas quadradas, triangulares e redondas, mas as dimensões observadas de todos os lados são mais ou menos iguais. O tamanho da fase dispersa de compósitos particulados é da ordem de poucos micrómetros e a concentração em volume é superior a 28%. Normalmente, a força do compósito depende do diâmetro das partículas, do espaço inter-partículas e da fracção de volume do reforço. As propriedades da matriz também influenciam o comportamento do compósito.

## Compósitos Híbridos
O Compósito híbrido é um compósito reforçado com fibras, obtido utilizando-se dois ou mais tipos de fibras diferentes em uma única matriz, os híbridos possuem uma melhor combinação global de propriedades do que compósitos que contêm apenas um único tipo de fibra . É utilizada uma variedade de combinações de fibras e de materiais para a matriz, mas, no sistema mais comum, tanto fibras de carbono quanto fibras de vidro são incorporadas em uma resina polimérica. As fibras de carbono são resistentes e relativamente rígidas e proporcionam um reforço de baixa massa específica, no entanto, elas são caras. As fibras de vidro são baratas, mas carecem da rigidez do carbono. O híbrido vidro-carbono é mais resistente e mais tenaz, possui maior resistência ao impacto e pode ser produzido a um custo menor do que os respectivos compósitos totalmente reforçados com fibras de carbono ou com fibras de vidro. Existe uma grande variedade de maneiras pelas quais as duas fibras diferentes podem ser combinadas e, finalmente, afetar as propriedades globais.

## Nanocompósitos
Nanocompósitos são materiais em que a fase dispersa é constituıda por partıculas na escala nanometrica. Ao contrario da abordagem tradicional, em que o uso de partículas tem, muitas vezes, a função de simplesmente preencher volume e reduzir o custo final do produto, a interação da matriz com as nano-partículas oferece sempre uma melhoria nas propriedades mecânicas, elétricas, ópticas e térmicas. Ao manter a mesma concentração (volume ou massa), esses materiais apresentam uma área superficial maior que os microcompósitos e, diferentemente destes, precisam de pouco volume de carga para alterar significativamente as propriedades. Enquanto os microcompósitos precisam de um volume de carga na faixa de 30% em volume (v/v), nos nanocompósitos uma composição acima de 10% v/v costuma apresentar decaimento do desempenho.
Em termos taxonômicos os nanocompósitos mantêm a mesma lógica de classificação, porém são diferentes, podendo ser classificados em: esféricos, baculiformes ou lamelares. Para cada uma dessas classificações, pode-se citar como exemplo a sílica, o nanotubo de carbono e a montmorilonita, respectivamente. Essas nanocargas podem ser tratadas de diversas formas, buscando melhorar a interface entre a matriz e a carga, como é o caso dos nanotubos de carbono aminofuncionalizados 
Deve-se ter em mente que o intuito do nanocompósito, no que diz respeito às propriedades mecânicas, não ́e substituir compósitos com fibras, uma vez que o aumento das propriedades ao se utilizar os nanoparticulados não é superior às obtidas com fibras. Uma das propostas atuais é a hibridização entre as duas abordagens, obtendo um material com duas cargas, porém mais leve e com propriedades superiores
As partículas utilizadas em nanocompósitos, como mencionado anteriormente, possuem três formas: esféricas, baculiformes e lamelares.

### Partículas Esféricas
Historicamente, as partículas esféricas foram utilizadas meramente para reduzir o custo das resinas mais caras, preenchendo o volume sem expectativa de ganhos em propriedades. Nanopartículas esféricas como a sílica (SiO2),
carbonato de cálcio (CaCO3), titânia (TiO2) e negro de fumo (CB), têm sido usadas no preparo de nanocompósitos. Entre elas o carbonato de cálcio é um dos mais utilizados como carga inorgânica para termoplásticos. O diâmetro das partículas de
CaCO3 disponíveis comercialmente variam entre 1 a 50mm. O resultado de inúmeros estudos indica que a melhoria de propriedades mecânicas com partículas micrométricas de
CaCO3 é mínima. A principal razão apontada é a pequena interação carga-políero. O uso de nano-CaCO3 pode trazer novas teorias sobre a interação polímero-carga, devido ao aumento brusco da área interfacial entre a carga e o polímero.

### Baculiformes
Os nanotubos de carbono (NTC) são as partículas baculiformes mais
pesquisadas atualmente, porém, outras partículas como os nanotubos de
titanato e nanofibras de carbono, também têm sido estudados.
Os nanotubos de carbono nem sempre apresentam uma boa interface
com os polímeros. Para melhorar essa interação, a modificação da parede do nanotubo é realizada através de enxertos, como é o caso dos nanotubos aminofuncionalizados. Os nanotubos apresentam propriedades mecânicas muito elevadas, uma vez que todas suas ligações são covalentes.

### Lamelares
A principal representante das partículas lamelares em um nanocompósito
é a argila mineral montmorilonita (MMT). A montmorilonita foi primeiramente localizada em Montmorillon, na França, daí a origem de seu nome. Possui estrutura cristalina formada por duas folhas de tetraedros de silicatos que partilham um dos vértices com uma folha octa édrica de hidr óxido de alumínio. O empacotamento das camadas é resultado de forças de Van der Waals, deixando entre as folhas um espaço vazio denominado galeria interlamelar, a qual possui espaçamento médio de 1 nm.

## Propriedades Físicas
As propriedades físicas dos materiais compósitos não são normalmente isotrópicas na natureza, mas anisotrópicas. Ou seja a rigidez de um compósito depende da direção de aplicação da carga, da geometria e da orientação do reforço utilizado. Já para materiais isotrópicos, a rigidez não depende da direção de aplicação da carga, em todas as direções apresentam as mesmas propriedades.
A relação entre força e momento, e Tensão e curvatura para um material isotrópico pode ser descrita com as seguintes propriedades do material: Módulo de Young(E), Módulo de Cisalhamento(G) e Coeficiente de Poisson(v),  em relações matemáticas relativamente simples. Para materiais anisotrópicos, é requerido tensores de segunda ordem e até 21 constantes de propriedades do material. Para os casos de materiais ortotrópicos existem três constantes de propriedades materiais diferentes para cada modulo de Young, módulo de Cisalhamento e coeficiente de Poisson, num total de 9 constantes para descrever a relação entre força/momento, e tensão/ curvatura.

### Modos de Falha
Impacto, choque, ou tensões cíclicas podem fazer com que o laminado se separe na interface de duas laminas, condição conhecida como delaminação. As fibras individuais podem se separar da matriz.
Compósitos podem falhar em escala microscópica ou macroscópica. Falhas devido a compressão podem ocorrer tanto numa escala macro ou nas fibras individualmente devido flambagem. Falhas devido a tensão podem ser na seção, ou degradação do compósito numa escala microscópica em que uma ou mais das camadas falham na matriz ou na ligação da matriz com as fibras.

### Testes
Para auxiliar na previsão e prevenção de falhas, compósitos são testados antes e depois da construção. Os testes antes da construção podem ser analises de elementos finitos para analisar de camada por camada das superfícies curvas e assim prever o enrugamento, ou podem ser ensaio destrutivos para obter as propriedades necessárias para projeto de um novo laminado como ensaio de tração, compressão entre outros . Os materiais podem ser testados durante a fabricação e após a fabricação por vários métodos não destrutivos, como ultra sons, termografia, raios-X, etc.

## Critério de Falha
A teoria da falha é a ciência de prever as condições sob as quais os materiais sólidos falham sob a ação de cargas externas. A falha de um material é geralmente classificada em quebra frágil (fratura) ou falha dúctil (escoamento). Dependendo das condições (tais como temperatura, estado de tensão, taxa de carregamento), a maioria dos materiais pode falhar de uma forma frágil ou dúctil, ou ambos. No entanto, para a maioria das situações práticas, um material pode ser classificado como quebradiço ou dúctil. Embora a teoria das falhas tenha estado em desenvolvimento há mais de 200 anos, seu nível de aceitabilidade ainda está para alcançar o da mecânica contínua.
Em termos matemáticos, a teoria da falha é expressa na forma de vários critérios de falha que são válidos para materiais específicos. Os critérios de falha são funções no espaço de tensão ou tensão que separam os estados "falhos" dos estados "infalíveis". Uma definição física precisa de um estado "falhado" não é facilmente quantificada e várias definições de trabalho estão em uso na comunidade de engenharia. Muitas vezes, critérios fenomenológicos de falha da mesma forma são usados para prever falha frágil e escoamento dúctil.
Alguns dos critérios de falha que são utilizados para compósitos são:

### Tsai-Wu
O critério de falha Tsai-Wu é uma teoria fenomenológica de falha de material que é amplamente utilizada para materiais compósitos anisotrópicos que têm forças diferentes em tensão e compressão. O critério de Tsai-Wu prevê falha quando o índice de falha em um laminado alcança 1. Este critério de falha é uma especialização do critério de falha quadrática geral proposto por Gol'denblat e Kopov e pode ser expresso na forma
{\displaystyle {\displaystyle F_{i}~\sigma _{i}+F_{ij}~\sigma _{i}~\sigma _{j}\leq 1}}
onde {\displaystyle i,j=1...6} e índices repetidos indicam soma, e {\displaystyle Fi,Fij} são parâmetros de resistência do material determinados experimentalmente. As tensões {\displaystyle {\displaystyle \sigma _{i}}} são expressas na notação Voigt. Se a superfície de falha for fechada e convexa, os termos de interação {\displaystyle Fij} devem satisfazer.
{\displaystyle {\displaystyle F_{ii}F_{jj}-F_{ij}^{2}\geq 0}}
O que implica que todos os termos {\displaystyle Fij} devem ser positivos.

### Máxima tensão
O critério de falha de Máxima Tensão utiliza as tensões normais e de cisalhamento no sistema nas direções principais e as tensões máximas de falha do material empregado. O critério determina que se a tensão em uma direção principal for maior que aquela máxima do material na sua direção principal correspondente. Logo, podemos expressar de maneira matemática quando ocorre a falha como mostrado abaixo:
{\displaystyle \sigma _{1}\geq {\begin{Bmatrix}\sigma _{1}^{T_{max}}(\sigma _{1}>0)\\-\sigma _{1}^{C_{max}}(\sigma _{1}<0)\end{Bmatrix}};}
{\displaystyle \sigma _{2}\geq {\begin{Bmatrix}\sigma _{2}^{T_{max}}(\sigma _{2}>0)\\-\sigma _{2}^{C_{max}}(\sigma _{2}<0)\end{Bmatrix}};}
{\displaystyle \tau _{12}>\tau _{12}^{max};}

### Máxima deformação
O critério de falha de Máxima Deformação determina que o material virá a falha caso sua deformação em uma das direções principais seja maior que a máxima deformação do material suporta. Esta é uma análise análoga ao critério de falha de Máxima Tensão, onde neste caso as informações necessárias são as deformações máximas do material. De maneira a exemplificar matematicamente, podemos expressar este critério de falha acontecerá se:
{\displaystyle \varepsilon _{1}\geq {\begin{Bmatrix}\varepsilon _{1}^{T_{max}}(\varepsilon _{1}>0)\\-\varepsilon _{1}^{C_{max}}(\varepsilon _{1}<0)\end{Bmatrix}};}
{\displaystyle \varepsilon _{2}\geq {\begin{Bmatrix}\varepsilon _{2}^{T_{max}}(\varepsilon _{2}>0)\\-\varepsilon _{2}^{C_{max}}(\varepsilon _{2}<0)\end{Bmatrix}};}
{\displaystyle \gamma _{12}>\gamma _{12}^{max};}

## Métodos de Fabricação
A fabricação de materiais compósitos é realizada por uma ampla variedade de técnicas, incluindo:
- Posicionamento avançado de fibras;
- Colocação de fibras sob medida;
- Processo de preparação de pulverização de fibra de vidro;
- Enrolamento de filamento;
- Processo Lanxide;
- Tufting;
- Z-pinning.

A fabricação de compósitos geralmente envolve molhar, misturar ou saturar o material de reforço com a matriz, e então fazer com que a matriz se ligue (com calor ou uma reação química) em uma estrutura rígida. A operação é geralmente feito em um molde de formação aberto ou fechado, mas a ordem e maneiras de introduzir os ingredientes varia consideravelmente.

### Visão geral do molde
Dentro de um molde, os materiais de reforço e matriz são combinados, compactados e curados (processados) para sofrer uma fusão. Após o evento de fusão, a forma da peça é essencialmente definida, embora possa deformar sob certas condições do processo. Para um material de matriz de polímero termofixo, a fusão é uma reação de cura que é iniciada pela aplicação de calor adicional ou reatividade química, tal como um peróxido orgânico. Para um material de matriz polimérico termoplástico, a fusão é uma solidificação a partir do estado fundido. Para um material de matriz metálica, a fusão é uma fusão a alta pressão e a uma temperatura próxima do ponto de fusão do metal.
Para muitos métodos de moldagem, é conveniente referir uma peça de molde como um molde "inferior" e outra peça de molde como um molde "superior". A parte inferior e superior referem-se às diferentes faces do painel moldado, não à configuração do molde no espaço. Nesta convenção, há sempre um molde inferior, e, às vezes, um molde superior. O produto moldado é muitas vezes referido como um painel. Para certas geometrias e combinações de materiais, pode ser referido como uma fundição. Para certos processos contínuos, pode ser referido como um perfil.

### Moldagem por Sacolas de Vácuo
A moldagem de sacolas de vácuo usa uma película flexível para encerrar a peça e selá-la do ar exterior. O material da sacola de vácuo está disponível em forma de tubo ou em uma folha de material. Um vácuo é então extraído na sacola de vácuo e a pressão atmosférica comprime a peça durante a cura. Quando se utiliza uma sacola em forma de tubo, a parte inteira pode ser fechada dentro da sacola. Quando se utilizam materiais de ensacamento de folhas, as arestas da sacola de vácuo são vedadas contra as bordas da superfície do molde para encerrar a peça contra o molde. Quando ensacado desta forma, o molde inferior é uma estrutura rígida e a superfície superior da peça é formada pela sacola de vácuo de membrana flexível. A membrana flexível pode ser um material de silicone reutilizável ou um filme de polímero extrusado. Depois de selar a peça dentro da sacola de vácuo, um vácuo é desenhado na parte (e mantido) durante a cura. Este processo pode ser realizado à temperatura ambiente ou a uma temperatura elevada, com a pressão atmosférica ambiente atuando sobre a sacola de vácuo. Uma bomba de vácuo é tipicamente usada para desenhar um vácuo.
Uma sacola de vácuo é uma sacola feita de tecido revestido com uma borracha forte ou um filme polimérico usado para comprimir a peça durante a cura ou endurecimento. Em algumas aplicações, a sacola encerra todo o material ou, em outras aplicações, é utilizado um molde para formar uma face do laminado com a sacola, sendo uma única camada para vedar a borda exterior da face do molde. Quando se utiliza uma sacola em forma de tubo, as extremidades da sacola são seladas e o ar é extraído para fora da sacola através de um bico usando uma bomba de vácuo . Como resultado, uma pressão uniforme aproximando-se da atmosfera é aplicada às superfícies do objeto no interior da sacola, mantendo as partes juntas enquanto o adesivo cura . A sacola inteira pode ser colocada num forno, banho de óleo ou banho de água com temperatura controlada e aquecida suavemente para acelerar a cura.
Ensacamento a vácuo é amplamente utilizado na indústria de compósitos também. Tecido de fibra de carbono e fibra de vidro , juntamente com resinas epóxis são materiais comuns laminados juntamente com uma operação de sacola de vácuo.
Aplicações em madeira
Em instalações comerciais de madeira, sacolas de vácuo são usadas para laminar  curvas e irregularidades de peças de trabalho.
Tipicamente, são utilizados materiais de poliuretano ou vinilo para fazer a sacola. A sacola em forma de tubo está aberta em ambas as extremidades. A peça, ou peças a serem coladas, são colocadas na sacola e as extremidades seladas. Um método para vedar as extremidades abertas da sacola é colocando um grampo em cada extremidade da sacola. Uma haste de plástico é colocada através da extremidade da sacola, esta é então dobrada sobre a haste. Uma manga de plástico com uma abertura nela é então encaixada sobre a haste. Este procedimento forma uma vedação em ambas as extremidades da sacola quando o vácuo está pronto para ser puxado.
Um "cilindro" é usado às vezes dentro da sacola na parte que está sendo colada. O cilindro tem uma série de pequenas fendas cortadas dentro dele para permitir que o ar sob ele seja evacuado. O cilindro deve ter bordas e cantos arredondados para evitar que o vácuo rasgue a sacola.
Quando uma peça curvada deve ser colada numa sacola de vácuo, é importante que as peças a serem coladas sejam colocadas sobre uma forma solidamente construída, ou ter uma câmara de ar colocada sob a forma. Esta bexiga de ar tem acesso ao "ar livre" fora da sacola. Ele é usado para criar uma pressão igual sob a forma, impedindo que ela seja esmagada.

### Moldagem por Sacolas de Pressão
Este processo está relacionado com a moldagem de sacos de vácuo. Um molde fêmea contínuo é usado junto com um molde masculino flexível. O reforço é colocado dentro do molde fêmea com resina suficiente para permitir que o tecido fique no lugar. Uma quantidade medida de resina é colocada no molde e este é então apertado a uma máquina que contém o molde flexível macho. A membrana macho flexível é então insuflada com ar comprimido aquecido ou vapor. O molde fêmea também pode ser aquecido. Excesso de resina é forçado para fora, juntamente com o ar preso. Este processo é amplamente utilizado na produção de compósitos capacetes devido ao menor custo de mão de obra não qualificada. Os tempos de ciclo para uma máquina de moldagem de saco de capacete variam de 20 a 45 minutos, mas os revestimentos terminados não necessitam de cura adicional se os moldes forem aquecidos.

### Moldagem por Autoclave
Um processo que utiliza um conjunto de moldes de dois lados que forma as superfícies do painel. No lado inferior é um molde rígido e no lado superior é uma membrana flexível feita de silicone ou uma película de polímero extrusado (e.g.: nylon). Os materiais de reforço podem ser colocados manualmente ou roboticamente. Na maioria das vezes, eles são pré-impregnados com a resina na forma de tecidos pré-impregnados ou fitas unidirecionais. Em alguns casos, uma película de resina é colocada sobre o molde inferior e o reforço seco é colocado acima. O molde superior é instalado e o vácuo é aplicado à cavidade do molde. A montagem é colocada numa autoclave . Este processo é geralmente realizado tanto a uma pressão elevada como a uma temperatura elevada. O uso de pressão elevada facilita a obteção de uma alta fração de volume de fibra e um baixo volume de vazios para máxima eficiência estrutural.

### Molde de Transferência de Resina (RTM)
O RTM é um processo que utiliza um conjunto de molde rígido de dois lados que forma ambas as superfícies do painel. O molde é normalmente construído a partir de alumínio ou aço, mas moldes de materiais compósitos são por vezes utilizados. Os dois lados se encaixam para produzir uma cavidade do molde. A característica distintiva da moldagem por transferência de resina é que os materiais de reforço são colocados nesta cavidade e o conjunto de molde é fechado antes da introdução do material de matriz. A moldagem por transferência de resina inclui numerosas variedades que diferem na mecânica de como a resina é introduzida no reforço na cavidade do molde. Essas variações incluem tudo, desde os métodos RTM usados na fabricação de compósitos autoclave para componentes aeroespaciais de alta tecnologia até infusão a vácuo (para infusão de resina ver também construção de barcos) para vácuo assistida moldagem por transferência de resina (VARTM). Este processo pode ser realizado tanto à temperatura ambiente como a temperaturas elevadas.

### Outros Métodos de Fabricação
Outros tipos de fabricação incluem prensa de moldagem, moldagem por transferência, pultrusão, enrolamento filamentar, fundição, fundição centrífuga, fundição contínua e betonagem deslizante. Há também outros métodos de moldagem, incluindo enrolamento de filamento CNC , infusão de vácuo, wet-lay-up, moldagem por compressão e moldagem termoplástica, dentre outros. O uso de fornos de cura e cabines de pintura também é necessário para alguns projetos.

### Métodos de Acabamento
O acabamento das peças de materiais compósitos também é crítico no projeto final. Muitos destes acabamentos incluirão revestimentos de rain-erosion ou revestimentos de poliuretano.

### Tooling
O molde e inserções de molde são referidos como "tooling". O molde/tooling pode ser construído a partir de uma variedade de materiais. Materiais de tooling incluem invar, aço, alumínio, borracha de silicone reforçado, níquel e fibra de carbono. A seleção do material de ferramenta é tipicamente baseada (mas não limitado) ao coeficiente de dilatação térmica, o número esperado de ciclos, a tolerância do item final, a condição de superfície desejada ou requerida, o método de cura, a temperatura de transição vítrea do material a ser moldado, o método de moldagem, a matriz, o custo e uma variedade de outras considerações.

## Exemplos de Aplicação dos Compósitos
- Capacetes (kevlar) de protecção individual de algumas forças militares;
- Coletes à prova de balas (kevlar);
- O betão armado (betão e aço);
- Bicicletas (carbono);
- Varas (atletismo);
- Alguns barcos da classe olímpica laser (fibra de vidro ou carbono);
- Pranchas de Surf, skimboard e windsurf;
- Pás (rotores de helicópteros e hélices propulsoras de aviões);
- Canas de pesca (grafite ou carbono ou fibra de vidro);
- Raquetes de ténis (em carbono);
- Reparo e reforço de estruturas metálicas como tubos e tanques de armazenamento.

## Classes Diversas de Materiais

### Semicondutores
Semicondutores são sólidos geralmente cristalinos de condutividade elétrica intermediária entre condutores e isolantes. Os semicondutores são em muitos pontos semelhantes aos materiais cerâmicos, podendo ser considerados como uma subclasse da cerâmica.
Seu emprego é importante na fabricação de componentes eletrônicos tais como diodos, transístores e outros de diversos graus de complexidade tecnológica, microprocessadores, e circuitos em escala nano. Portanto, atualmente o elemento semicondutor é primordial na indústria eletrônica e confecção de seus componentes.

### Materiais Inteligentes
"São materiais que apresentam acoplamentos entre campos físicos diferentes e, portanto, com características adaptativas que podem ser empregadas para adequar-se às mudanças ambientais.
Atualmente, os materiais mais utilizados são as ligas com memória de forma, os materiais piezoelétricos, os materiais magnetoestrictivos e os fluidos eletromagneto-reológicos. Esses materiais têm a capacidade de mudar sua forma e rigidez, entre outras propriedades, por meio da imposição de temperatura ou de campos de tensão, de uma diferença de potencial, ou de um campo eletromagnético.
Variações desses materiais têm sido investigadas, aumentando ainda mais a aplicabilidade dos materiais inteligentes. Nesse sentido, podem-se mencionar as ligas ferromagnéticas e polímeros com memória de forma e as Obras óticas. Além disso, deve-se ressaltar a combinação de diferentes tipos de materiais compósitos híbridos. Recentemente, há uma tendência para a redução de dispositivos inteligentes para micro e nanoescala, como os chamados MEMS e NEMS (micro – ou nano – sistemas eletromecânicos)".

### Nanomateriais
Nanomateriais são materiais que possuem pelo menos uma de suas dimensões na ordem de 10-9 m (escala nanométrica), onde os materiais passam a adquirir propriedades diferenciadas dos mesmos em escalas maiores.
Estes materiais em escala nano, quando unidos com um ou mais componentes, dão origem aos nanocompósitos, sendo que para ser considerado um nanocompósito pelo menos um desses componentes devem possuir ordem de nanômetros, que é o caso dos nanomateriais. Estas dimensões aumentam a interação entre a partícula e o meio, melhorando em muito algumas propriedades do nanocompósito em relação ao componente puro, principalmente pelo fato dos nanomateriais terem altíssima razão área de superfície/volume e, por isso, tem reatividade extremamente alta, geralmente conferindo propriedades melhoradas e até mesmo inovadoras quando comparado ao material bulk. As aplicações mais comuns de nanomateriais junto aos materiais compósitos são as de reforços estruturais e elementos de revestimento, além de outras diversas.

### Materiais Biocompatíveis
São os materiais empregados em componentes implantados no interior do corpo humano para substituir órgãos doentes ou danificados. Esses materiais não devem produzir substâncias tóxicas e devem ser compatíveis com os tecidos do corpo (não provocar reações). Todos os materiais citados acima – metais, cerâmicos, polímeros, compósitos e semicondutores – podem ser usados como biomateriais.
Obs) O artigo foi inteiramente complementado pelos graduandos em Nanotecnologia da Universidade Federal do Rio de Janeiro (UFRJ) Matheus Mendonça e Victor Hugo Ferreira como uma atividade da disciplina "Materiais Compósitos", ministrada pelo Professor André Luiz Torres Rosas no segundo semestre do período letivo de 2016.

## Galeria

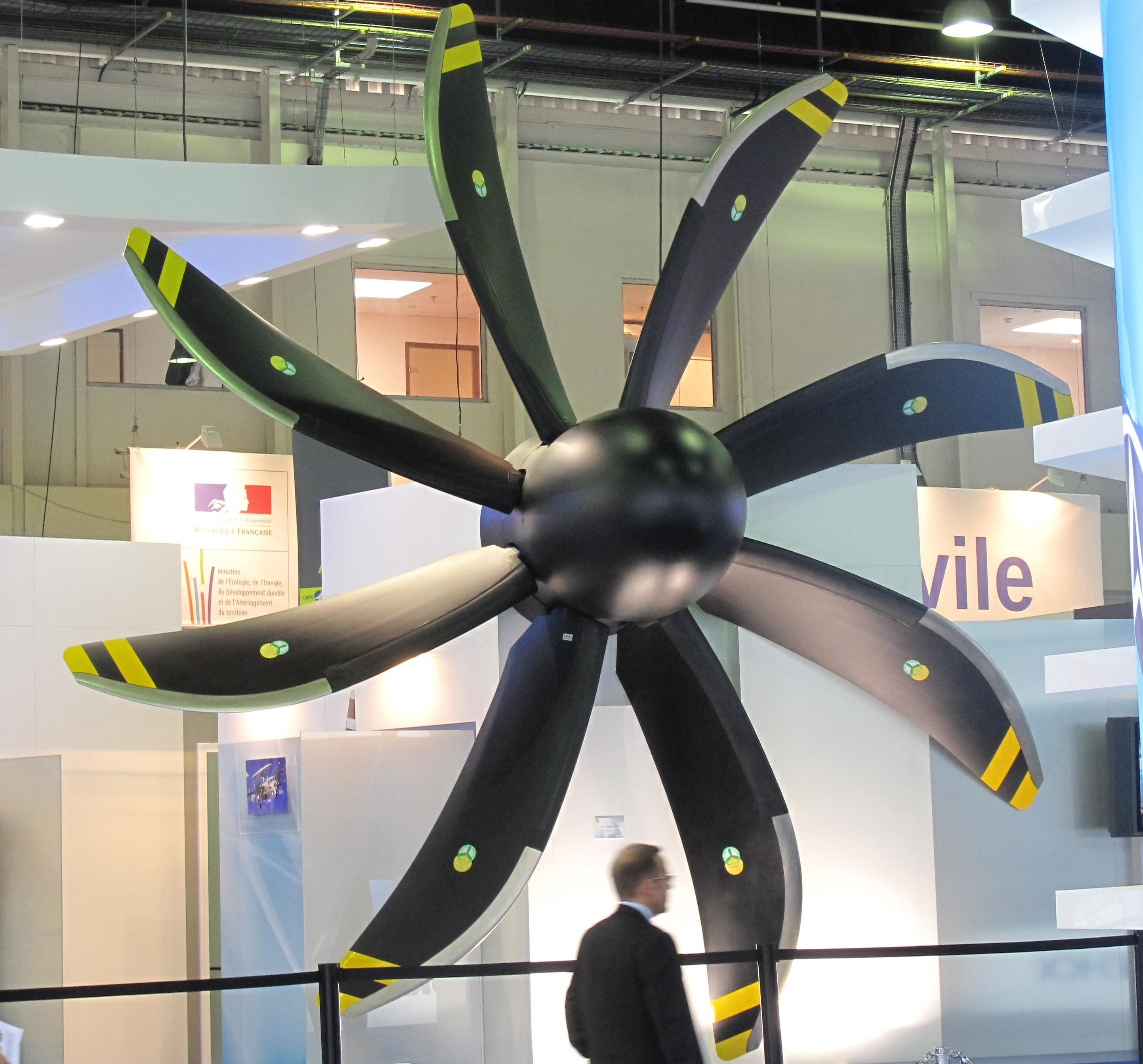
Hélice propulsora do avião cargueiro Airbus A400M, fabricada em compósito